# جانيت ليتل
جانيت ليتل (بالإنجليزية: Janet Little)‏ (1759 - 15 مارس 1813)؛ كاتِبة وشاعرة بريطانية.